# 红旗 (比尔迪克乡)
红旗，是吉尔吉斯斯坦楚河州伊塞克阿塔区比尔迪克乡下辖的一个村。截止2023年初，该村常住人口为185人。在行政区划和统计上，该村与同区阿克库都克乡的红旗村虽各有所属，实则二者构成了一个完整的村落。